# Haberschlacht
Haberschlacht ist ein Dorf in Baden-Württemberg, das seit 1972 zu Brackenheim gehört.

## Geographie
Haberschlacht liegt rund 230 m über dem Meeresspiegel am Südrand des Heuchelbergs.

## Geschichte

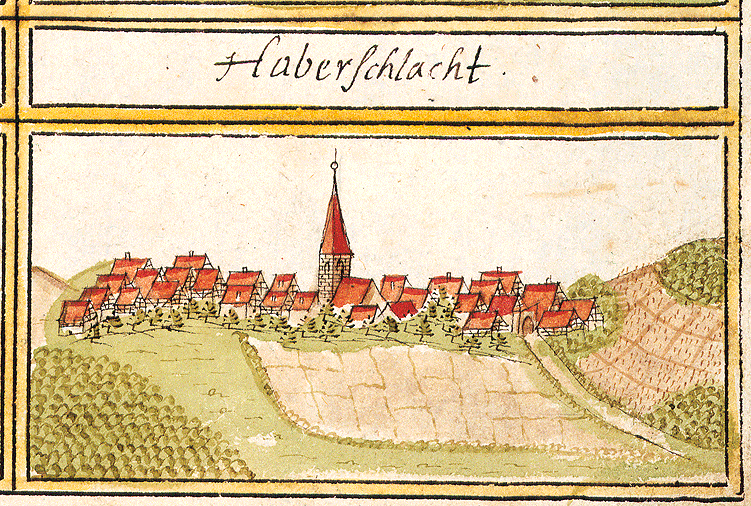
Haberschlacht im Kieserschen Forstlagerbuch von 1684

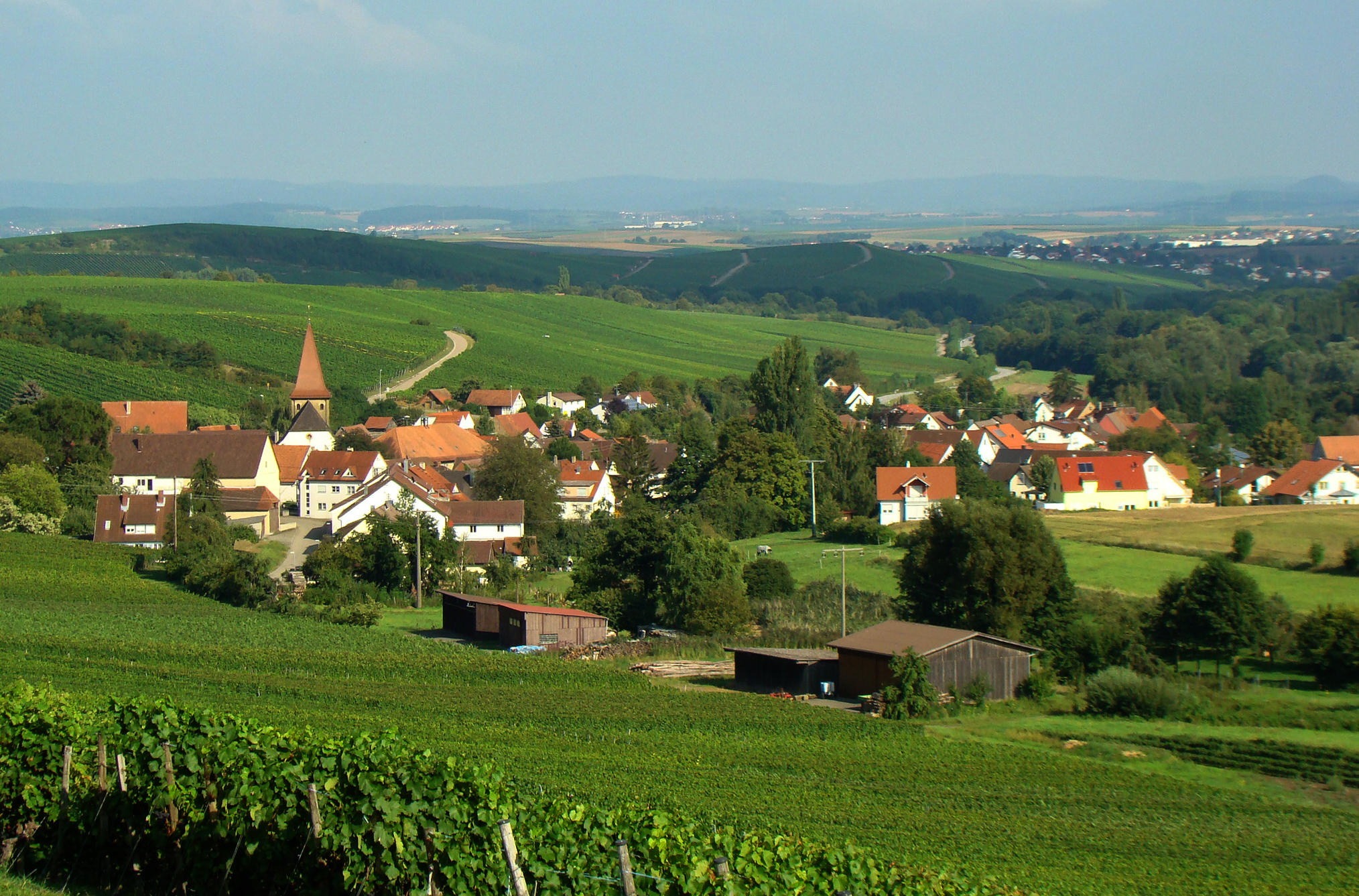
Blick auf Haberschlacht

Die Entstehung von Haberschlacht ist weitgehend unbekannt. Es wird angenommen, dass Haberschlacht im Zuge der Intensivierung des Weinbaus im Neckarland vermutlich im 11. Jahrhundert gegründet wurde. Der Ort wurde 1229 erstmals urkundlich erwähnt. Als frühe Grundbesitzer treten im 13. Jahrhundert die Herren von Magenheim und der Brackenheimer Stadtadel auf, später erhielten auch das Haus Württemberg, der Deutsche Orden und die Universität Tübingen Besitz in Haberschlacht. Alleiniger Ortsherr war der Herzog von Württemberg, dem die Einwohner des Ortes leibeigen waren, und der auch die Kelter des Ortes besaß, in der zu keltern die Bürger verpflichtet waren. An der Spitze der Gemeinde stand ein vom Herzog eingesetzter Schultheiß. Haberschlacht war seit jeher ein Weingärtnerdorf. Das Lagerbuch von 1400 weist rund 10 Morgen Wiesen, 31 Morgen Äcker und 60 Morgen Weinberge aus. 1472 wurde für die rund 40 Bürger und ihre Angehörigen eine selbstständige Pfarrei unter württembergischer Lehenschaft errichtet.
Vom Spätmittelalter bis weit ins 19. Jahrhundert war Haberschlacht ein Straßendorf: alle Häuser waren längs der Dorfstraße angesiedelt, in der Ortsmitte zweigte lediglich die Kirchgasse zur Kirche und zum Pfarrhaus ab. Die Dorfstraße war an beiden Ortsenden mit einem nachts verschlossenen Tor begrenzt, der Ort war von einer Hecke („Bannzaun“) und einem Graben umschlossen.
Im Bauernkrieg soll in der Nacht nach Ostersonntag, den 16. April 1525 „fast die ganze Gemeinde Haberschlacht“ unter den Aufständischen gewesen sein, die das Deutschordensschloss im benachbarten Stockheim niedergebrannt haben. Im 17. Jahrhundert litt Haberschlacht an den Auswirkungen des Dreißigjährigen Krieges und der Pest. Nach der Schlacht bei Nördlingen 1634 marodierten österreichische Soldaten das Gebiet um Brackenheim. Der größte Teil der Einwohner Haberschlachts soll sich in die schützenden Brackenheimer Stadtmauern geflüchtet haben, wo die Pest zwischen 1635 und 1638 rund 1600 Tote forderte. Die Bevölkerung Haberschlachts soll bis zum Ende des Dreißigjährigen Krieges auf rund ein Fünftel des Vorkriegsstandes (50 bis 60 Menschen von ehemals rund 300) geschrumpft sein. 1652 lagen 177 von 198 Morgen Weinbergen brach. Durch Einwanderer, insbesondere Schweizer aus der Gegend von Zürich und Bern, stieg die Bevölkerung bis 1684 wieder auf 140 Personen an. Im nachfolgenden Pfälzischen Erbfolgekrieg ab 1688 wurde der Ort mehrfach von französischen Truppen heimgesucht, so dass bis 1694 nur noch 10 Bürger in Haberschlacht am Leben waren. Im Spanischen Erbfolgekrieg ab 1701 wurden Kriegskontributionen aus Haberschlacht gefordert, und es kam bis 1734 zu wiederholten Einquartierungen von Truppenverbänden.

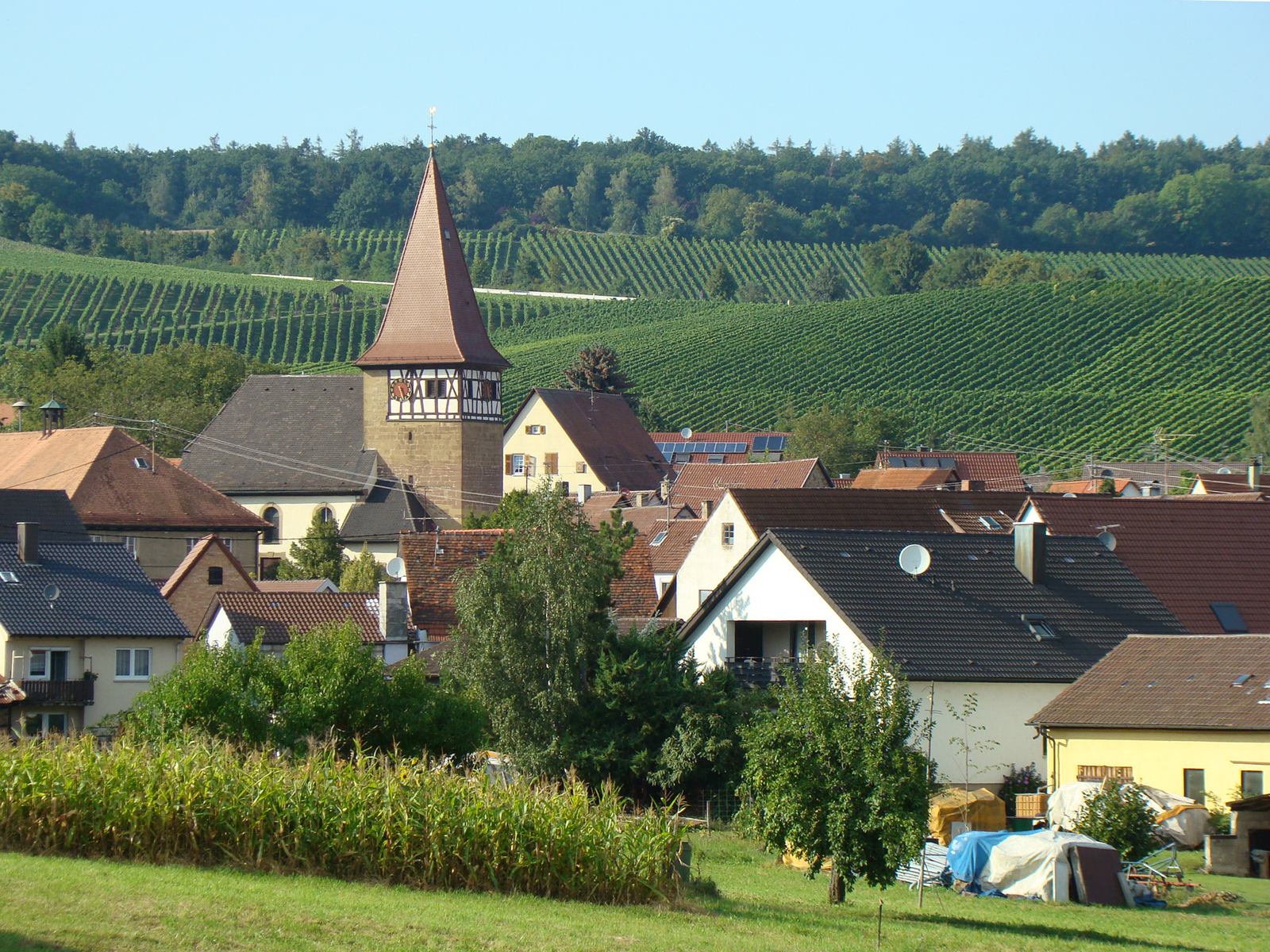
Blick auf die Ortsmitte von Haberschlacht

Im 18. und 19. Jahrhundert wird von großer Armut in Haberschlacht berichtet. Die Gemeinde selbst war nach den vergangenen Kriegszerstörungen und Kriegskontributionen verschuldet. Bereits 1712 stand einem Gemeindebesitz von 720 Gulden ein Schuldenstand von 1705 Gulden gegenüber. 1719 verwüstete ein Hagelunwetter die Ernte, 1725 kam es zu mehreren Hungertoten. Weder an der Armut der Gemeinde noch an der Armut der Bürger änderte sich etwas in den nachfolgenden anderthalb Jahrhunderten. Ein Bericht von 1791 schildert, 50 von 80 Bürgern fehle es gar an den nötigen Kleidern „zur Bedeckung ihrer Blöße“, 1845 schreibt ein Dekan: „Die Gemeinde lebt in äußerster Armut und vom Bettel.“ Die Bevölkerung wuchs von rund 150 Personen um 1700 auf rund 770 Personen im Jahr 1855 an, durch Auswanderung und Landflucht sank die Bevölkerungszahl anschließend wieder auf die Hälfte.
Haberschlacht gehörte schon jahrhundertelang zum altwürttembergischen Amt Brackenheim. Bei der Umsetzung der neuen Verwaltungsgliederung im seit 1806 bestehenden Königreich Württemberg blieb der Ort weiterhin dem nunmehrigen Oberamt Brackenheim zugeordnet.
1837 wurden die alte Kelter abgerissen und eine neue Kelter errichtet, die auch Schul- und Rathaus unter ihrem Dach beherbergte, 1885 wurden eine Wasserleitung für die öffentlichen Brunnen verlegt und ein Darlehenskassenverein gegründet.
Im Jahr 1903 wurde von Pfarrer Eduard Wörner mit 18 Winzern ein Weingärtnerverein, im Jahr 1905 mit 24 Winzern eine Weingärtnergenossenschaft gegründet. Die Genossenschaft verbesserte die wirtschaftliche Lage des Ortes immens. Sie wurde am 16. November 1905 beim damaligen württembergischen Amtsgericht Brackenheim eingetragen. Durch die Mangelwirtschaft des Ersten Weltkriegs verzwölffachten sich von 1913 bis 1917 die Einnahmen durch Weinbau, so dass nach Vermarktung des Jahrgangs 1917 Weingärtner und Gemeindekasse erstmals seit Jahrhunderten entschuldet waren. 1908 wurde die Straße nach Niederhofen gebaut, 1911 wurde mit der Elektrifizierung des Ortes begonnen. 1930 wurde das Wasserleitungsnetz verlegt und eine nur kurzfristig betriebene Kraftpostlinie von Lauffen nach Stockheim eingerichtet, die Haberschlacht berührte. 1937 bis 1938 wurde die neue Kelter in der Ortsmitte von der Genossenschaft errichtet.
Bei der Verwaltungsreform während der NS-Zeit in Württemberg gelangte Haberschlacht 1938 zum Landkreis Heilbronn.
1933 wurden 362 Einwohner gezählt, 1939 waren es 332. Den Zweiten Weltkrieg überstand Haberschlacht unbeschädigt. Am 6. April 1945 wurde der Ort kampflos von französischen Truppen besetzt, die mit Panzern aus Richtung Niederhofen hervorrückten. Da der Ort Teil der Amerikanischen Besatzungszone geworden war, gehörte er somit seit 1945 zum neu gegründeten Land Württemberg-Baden, das 1952 im jetzigen Bundesland Baden-Württemberg aufging. Ende 1945 hatte Haberschlacht 394 Einwohner. Die Einwohnerzahl war insbesondere durch einquartierte Flüchtlinge kurzzeitig angestiegen, stagnierte dann von 1960 bis in die 1970er Jahre etwa bei 350 Personen.
1968 wurde die Ortskanalisation verlegt und mit der in drei Abschnitten bis 1979 andauernden Flurbereinigung begonnen. Die Ortsdurchfahrt und die Kreisstraße nach Niederhofen wurden 1972 ausgebaut, die Kreisstraßen nach Stockheim, Brackenheim und Stetten folgten 1979. Der Weinbau prägt den Ort bis heute.
1951 fusionierten die Genossenschaften von Brackenheim, Haberschlacht und Neipperg zur Weingärtnergenossenschaft Brackenheim-Neipperg-Haberschlacht mit Sitz in Brackenheim. 1971 verschmolz die Raiffeisenbank Haberschlacht mit den Genossenschaftsbanken umliegender Orte zur Raiffeisen- und Volksbank Brackenheim. Haberschlacht schloss sich am 29. Februar 1972 im Zuge der Gemeindereform der Stadt Brackenheim an und ist heute mit etwa 500 Einwohnern deren kleinster Ortsteil.

## Wappen
Das Wappen von Haberschlacht zeigt eine Haferpflanze, womit das Wappen als „sprechendes“ Wappen den Ortsnamen bildlich umzusetzen versucht.

## Sehenswürdigkeiten

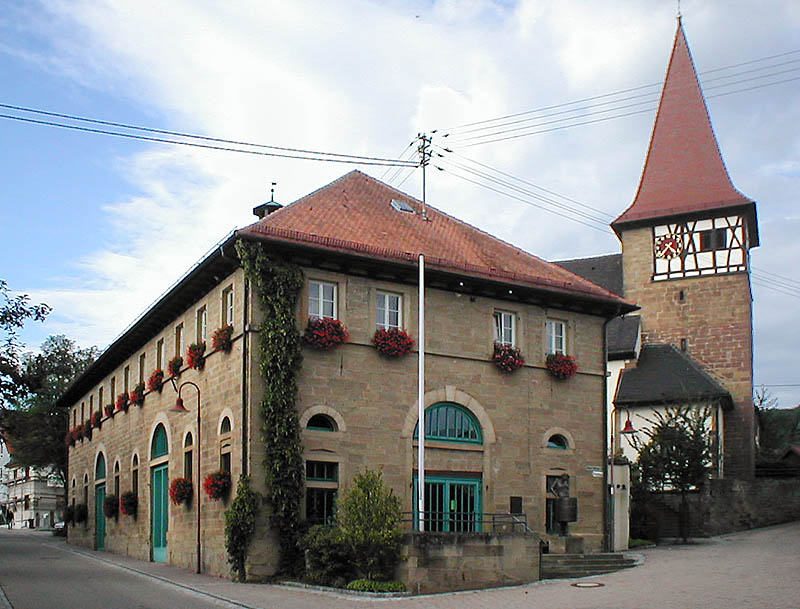
Alte Kelter und Pfarrkirche

- Die evangelische Jakobuskirche ist seit dem Mittelalter in Haberschlacht nachgewiesen und erhielt 1795 durch Umbau und Erweiterung ihre heutige Gestalt. Der Turm stammt aus romanischer Zeit. Die historischen Glocken von 1725 und 1869 wurden in den beiden Weltkriegen eingeschmolzen, nach den Kriegen dann jedoch wieder ersetzt. Das Geläut wurde 1953 um eine dritte Glocke erweitert.
- Pfarrhaus von 1617 mit Wirtschaftsgebäude von 1750
- Alte Kelter (1837) mit Rathaus und Schule, seit 1977 Bürgerhaus
- Auf dem Dorfplatz befinden sich ein historisierender Brunnen sowie die Skulptur „Mann im Fass“ von Hermann Koziol (1997).

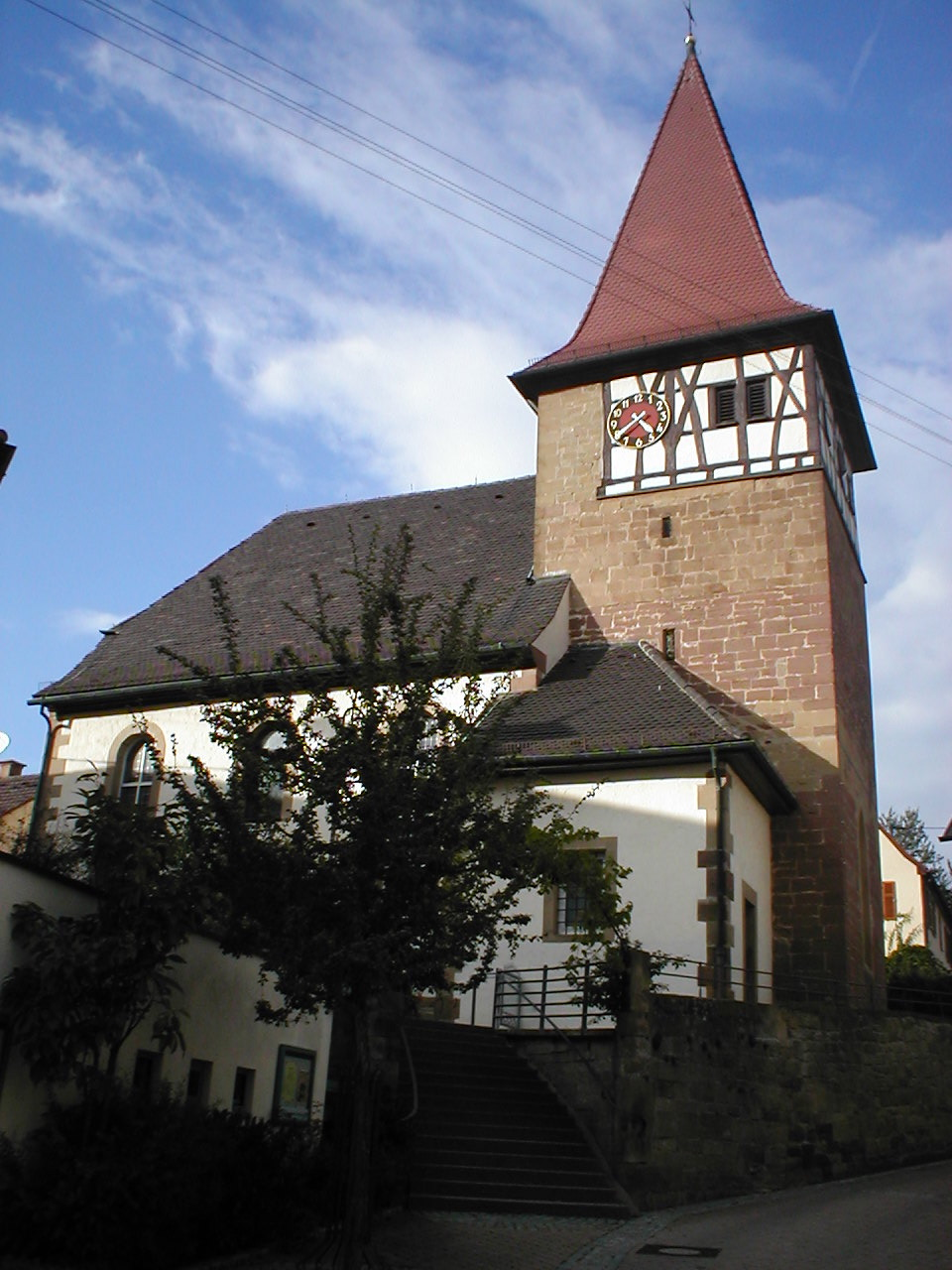
Jakobuskirche
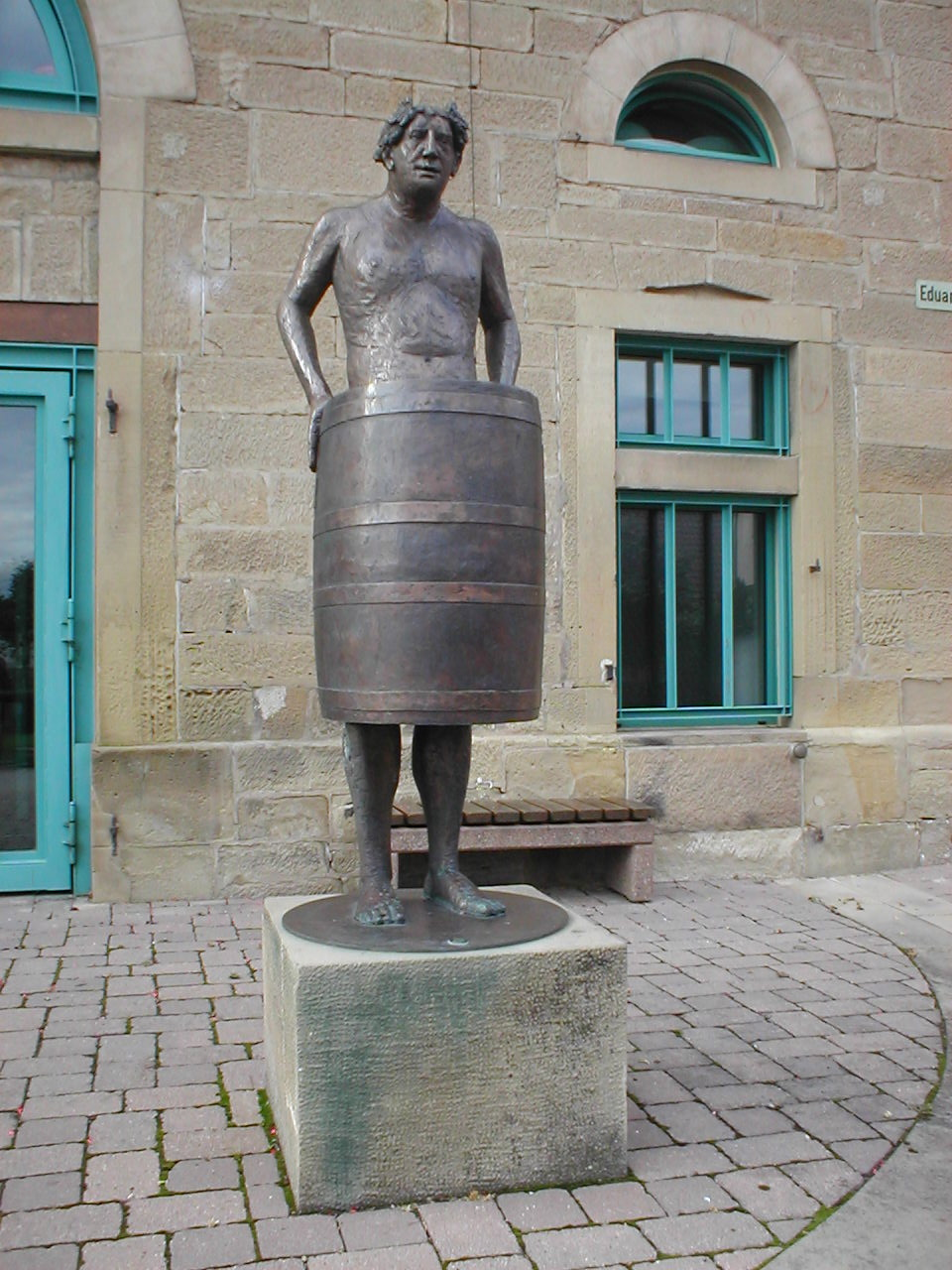
Mann im Fass
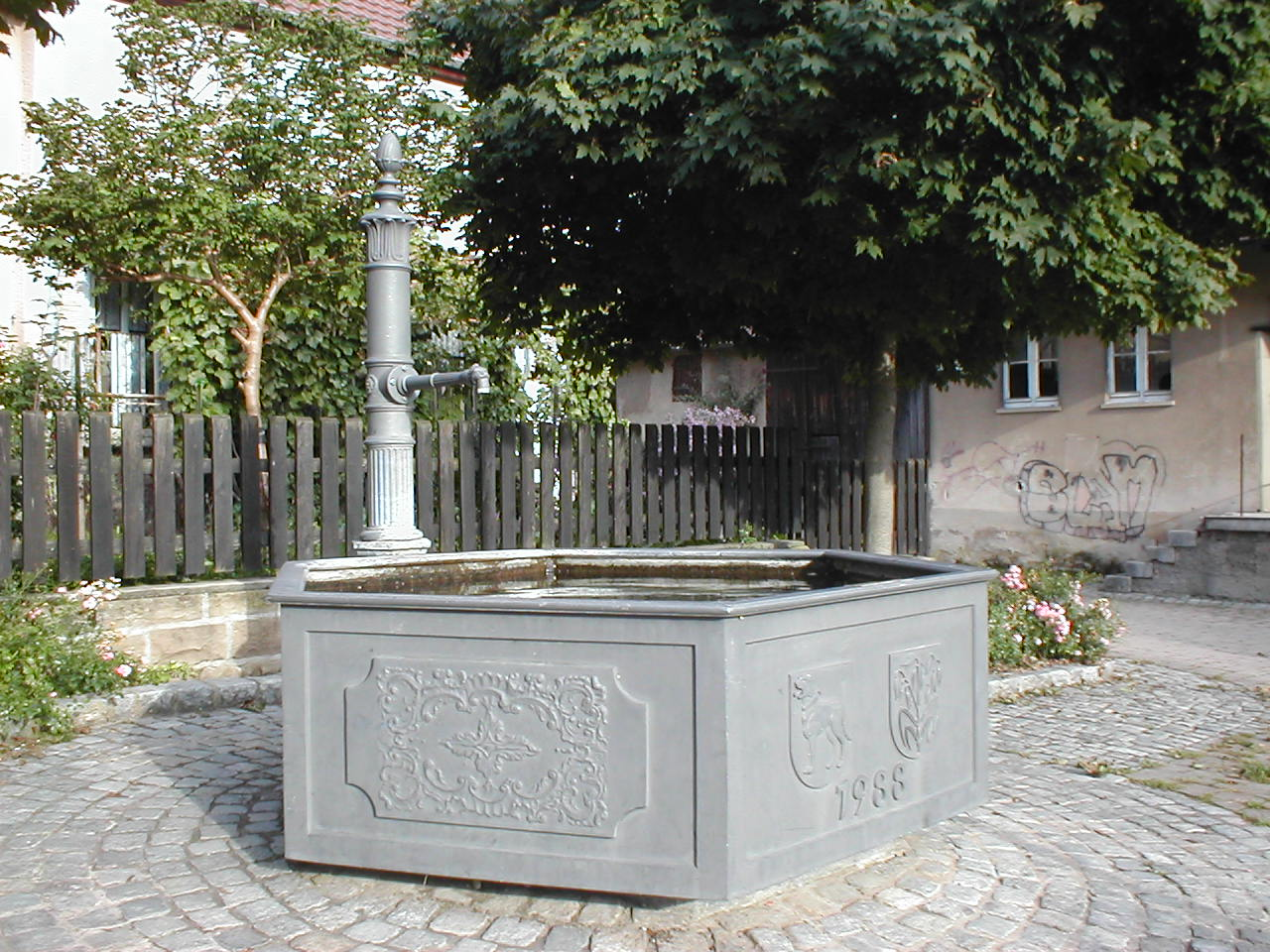
Dorfbrunnen

## Persönlichkeiten
- Georg Heinrich Seiferheld (1757–1818), Erfinder, Naturwissenschaftler und Sachbuchautor
- Eduard Wörner (1866–1923), Pfarrer, Ehrenbürger von Haberschlacht 1920 aus Anlass seines 20-jährigen Dienstjubiläums, Namensgeber der Eduard-Wörner-Straße